# Fața-Lăzești
Fața-Lăzești – wieś w Rumunii, w okręgu Alba, w gminie Scărișoara. W 2011 roku liczyła 74 mieszkańców.